# Valeri Miloserdov
Valeri Vladimirovitsj Miloserdov (Russisch: Валерий Владимирович Милосердов) (Elektrostal, Oblast Moskou, 11 augustus 1951 - Moskou, 26 januari 2015) was een voormalig basketbalspeler die uitkwam voor het nationale team van de Sovjet-Unie. Hij kreeg de onderscheiding Meester in de sport van de Sovjet-Unie.

## Carrière
Miloserdov speelde zijn hele profcarrière bij CSKA Moskou. Met die club werd Miloserdov elf keer landskampioen van de Sovjet-Unie in 1971, 1972, 1973, 1974, 1976, 1977, 1978, 1979, 1980, 1981 en 1982. Ook werd Miloserdov twee keer Bekerwinnaar van de Sovjet-Unie in 1972 en 1973. In 1971 won Miloserdov de finale van de EuroLeague. In 1970 en 1973 verloor Miloserdov de finale van de EuroLeague. Miloserdov speelde jaren voor het nationale team van de Sovjet-Unie. Miloserdov won brons op de Olympische Spelen in 1976 en 1980. Ook won Miloserdov goud op het Wereldkampioenschap in 1974. Miloserdov won zilver op het Europees Kampioenschap in 1975, 1977 en brons in 1973. In 1982 stopte Miloserdov met basketballen. Op 25 januari 2015 overleed Valeri Miloserdov.
Valeri Miloserdov is de vader van Aleksandr Miloserdov, die ook een basketbalspeler is van het nationale team van Rusland.

## Erelijst
- Landskampioen Sovjet-Unie: 12
  - Winnaar: 1970, 1971, 1972, 1973, 1974, 1976, 1977, 1978, 1979, 1980, 1981, 1982
  - Tweede: 1975
- Bekerwinnaar Sovjet-Unie: 2
  - Winnaar: 1972, 1973
- EuroLeague: 1
  - Winnaar: 1971
  - Runner-up: 1970, 1973
- Olympische Spelen:
  - Brons: 1976, 1980
- Wereldkampioenschap: 1
  - Goud: 1974
- Europees Kampioenschap:
  - Zilver: 1975, 1977
  - Brons: 1973